# 臺灣居住正義
臺灣居住正義，是指台灣對於高房價無法保有自由居住權所進行的相關運動。最早發生於1989年「無殼蝸牛運動」，但隨著房價持續不合理高漲也引發民眾對於政府體制的不滿。

## 背景
1989年「無住屋者團結組織」發起台灣史上首次以都市議題為訴求的社會運動——「無殼蝸牛運動」，當年8月26日，5萬人聚集在台北市忠孝東路，為了爭取居住權益夜宿街頭，希望用行動改變無殼蝸牛的處境。
台灣的居住正義問題，正本清源來說，問題只有一個，就是房屋持有的成本太低。台灣的房屋稅，不適用任何和巿場價格有關的東西來算，（像新加坡是用巿場的租金價格），而是用房屋的建造成本，再乘以折舊，再乘以稅率，所以一戶價格2、3千萬台幣的房子，建築成本可能只有2百萬而已，所以每年要繳的房屋稅可能只有1、2萬，或更少。最終就造成台灣有百萬空屋，年輕人卻買不起房，同時有世界最高的空屋率和房價的弔詭局面。台灣的環境有利房價上漲，歷代政府卻沒人敢提高持有稅，即使是升息也沒拉高持有稅，「房屋持有成本低」，正是讓房價節節上漲的關鍵要素。

## 各項政策

### 預售屋制度
2020年底，立法院三讀通過「平均地權條例」、「地政士法」及「不動產經紀業管理條例」等3法修正草案，預計2021月7月1日施行，多項預售屋銷售市場的管理機制，包括禁止預售屋紅單轉讓等。
2022年4月，行政院通過該草案「平均地權條例」修法，預售屋或新建成屋買賣契約，買受人除配偶、直系或二親等內旁系血親，或經內政部公告的特殊情形外，不得讓與或轉售第三人；建商也不得同意或協助契約讓與或轉售。

### 房貸
2022年5月，央行釋出未來不排除限縮30年期以上的房貸打擊房價。
2023年6月，內政部推出中產以下自用住宅房貸補貼方案，定額補助3萬元。民眾符合4項條件即可申請，以緩解央行升息對房貸族增加的負擔。

### 空屋稅
空屋稅是指針對低度利用或空著的房子進行額外加稅。也就是說，希望每間房子都可以被善加利用，盡量不要有房子是處於「低度使用」（養蚊子）的情況。但其實，依照目前台灣的《房屋稅條例》，是沒有「空屋稅」法源依據的。

### 囤房稅

#### 舊制（2024年7月前）
中央現行《房屋稅條例》規定，自住房屋稅率1.2%，非自住房屋稅率為1.5%至3.6%，由地方根據自治條例自行修訂，俗稱「囤房稅」。
但舉例來說，若有一地主，在全國22縣市各擁有一棟房產，他總共持有22戶住宅，在這種狀況下，由於地主的房產不在同一縣市內，地方政府竟無法課徵其囤房稅。
現行六都制度
- 台北市：非自住2戶以內稅率2.4%；3戶以上，囤房稅率3.6%。
- 新北市：朱立倫時期單一稅率2.4%，侯友宜當市長後降為1.5%，2022年3月推出草案比照台北市，但尚未三讀通過。
- 桃園市：非自住5戶以下2.4%；6 戶以上者，每戶3.6% ，建商有3年寬限期。
- 台中市：持有4戶以下每戶2.4%，5戶以上每戶3.6%。
- 台南市：非自住稅率1戶1.5%；2~3戶1.8%；4~5戶2.4％；6戶以上3.6％。
- 高雄市：持有3戶以下每戶2.4%，4戶以上每戶3.6%。

#### 新制（2024年7月後）
2023年7月6日，行政院推出囤房稅2.0修正草案，改歸戶方式為全國歸戶，未來同一房產持有人在全國各縣市持有的房地產，將統一計算。
2023年12月19日立法院三讀通過《房屋稅條例》，自住房屋稅率1%，非自住房屋稅率為1.5%至3.6%，從原本縣市歸戶改為全國歸戶，並全數累進。修法後強制所有地方政府都「必須」訂定囤房稅。

### 實價登錄
2020年底，立法院三讀通過「平均地權條例」、「地政士法」及「不動產經紀業管理條例」等3法修正草案，預計2021月7月1日施行，此次修法除將門牌、地號完整揭露。

### 社會住宅
社會住宅依住宅法第3條第2款規，係指由政府興辦或獎勵民間興辦，專供出租之住宅及其必要附屬設施，目前政府推動之社會住宅主要分為以下兩種：
1. 新建：政府或獎勵民間直接興建社會住宅，以低於市場租金出租給所得較低的家庭、弱勢對象及就業、就學有居住需求者的住宅。
2. 包租代管：以活化及利用現有空屋，辦理民間租屋媒合，以低於市場租金包租或代管方式提供給所得較低家庭、弱勢對象及就業、就學有居住需求者之租屋協助。

### 租屋補助
2022年4月，「300億元中央擴大租金補貼專案」是國內租金補貼制度的重大變革，補貼戶數更從現行的12萬戶大幅提升到50萬戶；補貼金額也將給予1.2倍至1.8倍加碼。政府也決議用經濟成長果實來減輕年輕家庭、弱勢家庭以及初入社會青年的租屋負擔，這次租金補貼專案透過「戶數加碼」與「金額加碼」，預計協助50萬戶租屋家庭，並同步調升租金補貼金額。
內政部也進一步表示，為鼓勵房東多多配合房客申請租金補貼，房東成為公益出租人將享有租金所得免稅額每月1.5萬元、房屋稅與地價稅稅率皆比照自用住宅稅率等租稅優惠。